# Charlene Rendina
Charlene Louis Rendina, z domu Neighbour (ur. 18 grudnia 1947) – australijska lekkoatletka specjalizująca się w biegach sprinterskich i średniodystansowych, mistrzyni igrzysk Brytyjskiej Wspólnoty Narodów, dwukrotna olimpijka.

## Życiorys
Wystąpiła w biegu na 400 metrów i sztafecie 4 × 400 metrów na igrzyskach olimpijskich w 1972 w Monachium, w obu konkurencjach zajmując 6. miejsce w finale. Zdobyła srebrne medale w biegu na 400 metrów i Bieg na 800 metrów na igrzyskach Konferencji Pacyfiku w 1973 w Toronto.
Zdobyła trzy medale, każdy innego koloru, na igrzyskach Brytyjskiej Wspólnoty Narodów w 1974 w Christchurch. Zwyciężyła w biegu na 800 metrów (przed Sue Haden z Nowej Zelandii i Sabiną Chebichi z Kenii), zdobyła srebrny medal w sztafecie 4 × 400 metrów (która biegła w składzie: Rendina, Judy Canty, Margaret Ramsay, Terri-Ann Wangman) oraz brązowy medal w biegu na 400 metrów (za Yvonne Saunders z Kanady i Veroną Bernard z Anglii). Na igrzyskach olimpijskich w 1976 w Montrealu zajęła 4. miejsce w sztafecie 4 × 400 metrów oraz odpadła w półfinale biegu na 800 metrów. Zajęła 8. miejsce w biegu na 800 metrów na igrzyskach Wspólnoty Narodów w 1978 w Edmonton oraz 5. miejsce na tym dystansie w zawodach pucharu świata w 1979 w Montrealu.
Rendina była mistrzynią Australii w biegu na 400 metrów w 1972/1973 i 1974/1975 oraz w biegu na 800 metrów w 1972/1973, 1973/1974, 1974/1975, 1975/1976 i 1978/1979. Zdobyła srebrne medale w biegu na 400 metrów w 1970/1971 i 1973/1974 oraz brązowy medal  na tym dystansie w 1971/1972.
Dwukrotnie poprawiała rekord Australii w biegu na 400 metrów (do czasu 51,90 uzyskanego 4 września 1972 w Monachium), raz w biegu na 800 metrów (wynik 1:59,0, osiągnięty 28 lutego 1976 w Melbourne, został poprawiony dopiero 21 lipca 2019 przez Catrionę Bisset) oraz cztery razy w sztafecie 4 × 400 metrów (do rezultatu 3:25,56, uzyskanego 31 lipca 1976 w Montrealu).

## Rekordy życiowe
Rekordy życiowe Charlene Rendiny:
- bieg na 400 metrów – 51,9 (4 września 1972, Monachium)
- bieg na 800 metrów – 1:59,0 (28 lutego 1976, Melbourne)